# Unicorn Store
Unicorn Store è un film del 2019 diretto ed interpretato da Brie Larson.

## Trama
Kit è un'artista fallita che ritorna a vivere con i suoi genitori e inizia a lavorare come impiegata. Un giorno riceve una lettera misteriosa da un venditore senza nome che la invita al "The Store", uno strano luogo che vende "ciò di cui hai bisogno". Il venditore le offre la possibilità di realizzare una fantasia della sua infanzia: adottare un unicorno.

## Produzione
Larson aveva già fatto un'audizione per essere nel film, non riuscendo ad ottenere la parte; cinque anni dopo venne scelta per essere, oltre alla protagonista, anche la regista.

### Riprese
Le riprese del film sono iniziate a Los Angeles nel novembre del 2016 e sono terminate il 9 dicembre dello stesso anno.

## Promozione
Il trailer ufficiale del film è stato pubblicato sul canale YouTube di Netflix il 22 marzo 2019.

## Distribuzione
Il film è stato presentato in anteprima mondiale al Toronto International Film Festival l'11 settembre 2017. Il 9 gennaio 2019, è stato rivelato che Netflix aveva acquisito i diritti di distribuzione; il rilascio è avvenuto il 5 aprile 2019.

## Accoglienza

### Critica
Su Rotten Tomatoes ha un indice di gradimento del 68% con un voto medio di 5,65 su 10, basato su 19 recensioni, mentre su Metacritic ha un punteggio di 46 su 100, basato su 7 recensioni.
Christopher Machell di CineVue l'ha definito "una commedia super dolce, che colpisce con una premessa magica e una prestazione centrale formidabile da parte di Larson".
Peter Debruge di Variety è stato critico nei confronti del film, dicendo che non riesce a creare il bilanciamento tonale giusto e lo ha definito "un falò creativo".